# 데르모키스티디움목
데르모키스티디움목(Dermocystida)은 기생 생물 목의 일종이다.

## 하위 속
- 데르모키스티디움속 (Dermocystidium)
- 리노스포리디움속 (Rhinosporidium)
- Sphaerothecum